# Ross Béthio
Ross Béthio – miasto w Senegalu, w regionie Saint-Louis.